# Luis Miguel
Luis Miguel Gallego Basteri (San Juan (Puerto Rico), 1970. április 19. –) mexikói énekes.
Az El Sol de México (Mexikó Napja) becenevén sokan Latin-Amerika történetének legsikeresebb zenei művészének tartják, aki sikeresen nyúlt a zenei stílusok széles skálájához. beleértve a latin popot, balladát, bolerót, tangót, dzsesszt, big bandet és rancherát. Az egyetlen latin-amerikai énekes a generációjából, aki nem lépett be az angol nyelvű piacra a kilencvenes évek „Latin Explosion” idején. Annak ellenére, hogy szinte kizárólag spanyolul énekelt, továbbra is ő volt a legkelendőbb latin művész a kilencvenes években, és a bolero műfaj népszerűsítéséért is nevéhez fűződik a mainstream piacon. Több mint 100 millió lemezt adott el világszerte.

## Élete
Puerto Ricóban született, szülei mindketten a show-bizniszben dolgoztak: édesanyja, az 1947-ben Carrarában született olasz Marcella Basteri rejtélyes körülmények között tűnt el 1986 szeptemberében Madridban; apja, Luisito Rey spanyol gitáros és énekes volt.
Művészi pályafutása tizenegy évesen, 1981-ben kezdődött, amikor megjelent az Un sol című album spanyol nyelven. 1985-ben, mindössze tizenöt évesen részt vett a Sanremói Fesztiválon, a Bajnokok kategóriában második helyezést ért el a Cristiano Minellono és Toto Cutugno által írt Noi, Ragazzi di Oggi című dalával, amelyet szintén spanyolul vettek fel Los muchachos de hoy címmel. .
Ugyanebben az évben Luis Grammy-díjat kapott a Me Gustas Tal Como Eres (I Like You Just The Way You Are) duettjéért Sheena Eastonnal. 1991-ben kiadta a Romance című albumot, amelyet 1994-ben az aSegundo romance követett.
Luis Miguel magas bevételű turnéiról és kiváló élő fellépéseiről is ismert. Amarte Es Un Placer Tour turnéja 8 hónapig tartott az 1999–2000, években, és két kontinens 8 országát szelte át. A turné 105 koncerten 1,5 millió rajongót gyűjtött össze. Ez volt a legnagyobb bevételt hozó turné egy latin-amerikai művész számára. Ezt a rekordot döntötte meg 2005/2007-es turnéja, a México en la piel, összesen 129 koncerttel, több mint 1,4 millió nézővel és több mint 95 millió amerikai dolláros bevétellel.
Több mint 25 éves karrierje során Latin-Amerika vezető énekese lett, aki sikeresen megbirkózott a popzenével, a boleróval, a mariachival és a romantikus balladákkal. Az 1980-as évek végén gyermeksztárból nemzetközileg elismert énekessé vált, és azóta az egyik legelismertebb és legnépszerűbb latin-amerikai művész. Hangterjedelmét és teljesítményét kritikusok és más művészek dicsérték szerte a világon.
Frank Sinatra személyesen hívta meg, hogy vegyen részt egy duettben a Duets II című albumon. Luis Miguelt a sajtó és a média többször is „latin Frank Sinatra”-ként definiálta.
2018-ban jelent meg élete 13 epizódból álló televíziós sorozata Luis Miguel La Serie címmel, amelyen olyan húzós témákat dolgoz fel, mint anyja eltűnése, viharos kapcsolata apjával, anyagi problémák.

## Diszkográfia
- 1982 -... un sol
- 1982 – A szívhez irányítva
- 1983 – Döntsd el
- 1984 – Soha többé
- 1984 – Ez is rock
- 1984 – Palabra de honor
- 1985 – Fiebre de amor
- 1987 – Soy como quiero ser
- 1988 – Vegyél egy mujert
- 1990–2000 év
- 1991 – Romantika
- 1993 – Kos
- 1994 – Második románc
- 1996 – Semmi sem egyenlő
- 1997 – Románcok
- 1999 – Amarte es un placer
- 2001 – Románcok
- 2003–33'
- 2004 – México en la piel
- 2006 – Navidades
- 2008 – Bűnrészesek
- 2010 – Luis Miguel
- 2017 – ¡México por siempre!

## Turnéi
- (1982) One Sol Tour
- (1983) Directo Al Corazon Tour
- (1983–1984) Decide Tour
- (1984–1985) Palabra De Honor Tour
- (1985–1986) Fiebre de Amor turné
- (1987–1988) Soy Como Quiero Ser Tour
- (1989–1990) Un Hombre Busca Una Mujer Tour
- (1990–1991) 20 éves turné
- (1991–1992) Romantikus turné
- (1993–1994) Kos túra
- (1994) Segundo Romance Tour
- (1995) El Concierto Tour
- (1996) Amerika turné
- (1997–1998) Romances Tour
- (1999–2000) Amarte Es Un Placer Tour
- (2002) Mis Romances Tour
- (2003–2004) 33 Tours
- (2005–2007) México En La Piel Tour
- (2008–2009) Cómplices Tour
- (2010–2013) Luis Miguel Tour
- (2014–2015) Deja Vu Tour
- (2018–2019) México Por Siempre Tour

## Részvétele aSanremói Fesztiválon
| Év Kategória          | Dalok (szerzők – zeneszerzők)                          | Előadó      | Elhelyezés |
| --------------------- | ------------------------------------------------------ | ----------- | ---------- |
| Sanremo 1985 Bajnokok | Mi, mai gyerekek (Toto Cutugno és Cristiano Minellono) | Luis Miguel | 2          |

## Filmográfia
| Év   | Filmek                                | Soundtrack              | Karakter    |
| ---- | ------------------------------------- | ----------------------- | ----------- |
| 1984 | Soha többet (film)                    | Soha többé              | Luis Aranda |
| 1985 | A fiatalok és a nyughatatlanok (film) | A szerelem szálai       | Luis Miguel |
| 2018 | Luis Miguel – A sorozat               | Luis Miguel - A sorozat | Luis Miguel |

## Életrajzok
- Luis Miguel, Javier León Herrera tollából
- Luis Mi Rey, Javier León Herrera
- Micky: Martha Figueroa egy másik tisztelgés
- El gran passiance, Claudia De Icaza részéről

## Fordítás
- Ez a szócikk részben vagy egészben  a   Luis Miguel című olasz Wikipédia-szócikk ezen változatának fordításán alapul.  Az eredeti cikk szerkesztőit annak laptörténete sorolja fel. Ez a jelzés csupán a megfogalmazás eredetét és a szerzői jogokat jelzi, nem szolgál a cikkben szereplő információk forrásmegjelöléseként.